# Tadeusz Kowalski (działacz komunistyczny)
Tadeusz Kowalski (ur. 5 października 1920 w Prandocinie, zm. ?) – polski działacz partyjny i państwowy, w latach 1953–1958/60 przewodniczący Prezydium Miejskiej Rady Narodowej w Bytomiu.

## Życiorys
Syn Józefa. W styczniu 1945 wstąpił do Polskiej Partii Robotniczej, następnie w szeregach Polskiej Zjednoczonej Partii Robotniczej. Od 1949 do 1950 instruktor w Wydziale Administracyjnym Komitetu Wojewódzkiego PZPR w Katowicach. Następnie był członkiem egzekutywy Komitetów Miejskich PZPR w Gliwicach (1951–1953) i Bytomiu (1953–1958). W marcu 1953 został wybrany przewodniczącym Prezydium Miejskiej Rady Narodowej w Bytomiu, stanowisko zajmował najpóźniej do 1960.